# Lisa Roman
Lisa Roman, född 17 september 1989 i Surrey, British Columbia, är en kanadensisk roddare.

## Karriär
Roman var en del av Kanadas lag som slutade på femte plats i åtta med styrman vid olympiska sommarspelen 2016 i Rio de Janeiro.
Vid olympiska sommarspelen 2020 i Tokyo, som arrangerades 2021, var Roman en del av Kanadas lag som tog guld i åtta med styrman.